# Одорин
Одорин (слч. Odorín) насељено је мјесто са административним статусом сеоске општине (слч. obec) у округу Спишка Нова Вес, у Кошичком крају, Словачка Република.

## Становништво
| Година:    | 1994. | 2004.   | 2014.   | 2024.   |
| ---------- | ----- | ------- | ------- | ------- |
| Број људи: | 841   | 892     | 952     | 1013    |
| Разлика:   |       | +6,06 % | +6,72 % | +6,40 % |

| Година:    | 2023. | 2024.   |
| ---------- | ----- | ------- |
| Број људи: | 1016  | 1013    |
| Разлика:   |       | -0,29 % |

Према подацима о броју становника из 2011. године насеље је имало 961 становника.